# Гарднер, Рэнди
Рэнди Гарднер (англ. Randy Gardner; 2 декабря 1958 года в Лос-Анджелесе, Калифорния, США) — американский фигурист выступавший в парном катании. В паре с Тай Бабилонией — пятикратный чемпион США (1976 — 1980) и чемпион мира (1979).
Бабилония — Гарднер стали первой американской парой за 29 лет, выигравшей чемпионат мира в парном катании. До них это удалось только Кэрол и Питеру Кеннеди в 1950 году.

## Карьера
Кататься вместе Тай и Рэнди начали когда ей было 8 лет, а ему — 10. Тренером пары был чемпион мира 1953 года Джон Никс, под руководством которого Бабилония — Гарднер 5 раз выигрывали титул чемпионов США, а в 1979 — титул чемпионов мира. На Олимпийских играх 1980 года фигуристы считались одними из фаворитов в борьбе за медали, но во время заключительной разминки перед короткой программой на одном из приземлений Гарднер надорвал связку в паху и пара была вынуждена сняться с соревнований. Позже чемпионов мира поспешат обвинить в том, что они просто-напросто не выдержали свалившейся на них ответственности и перегорели. Для фигуристов пережитое стало сильным стрессом. У Гарднера на нервной почве открылась язва желудка, а Тай стала одержима манией самоубийства.
Пройдя длительный период реабилитации, в апреле 1993 года, подписав контракт с фирмой Campbell's Soup, фигуристы вернулись на лёд и выступали в различных шоу до 2008 года.
В настоящее время Гарднер работает хореографом в телешоу Skating with Celebrities.

## Результаты выступлений
(с Тай Бабилонией)
| Соревнование/Сезон      | 1973-1974 | 1974-1975 | 1975-1976 | 1976-1977 | 1977-1978 | 1978-1979 | 1979-1980 |
| ----------------------- | --------- | --------- | --------- | --------- | --------- | --------- | --------- |
| Зимние Олимпийские игры |           |           | 5         |           |           |           | WD        |
| Чемпионаты мира         | 10        | 10        | 5         | 3         | 3         | 1         |           |
| Чемпионаты США          | 2         | 2         | 1         | 1         | 1         | 1         | 1         |
| Nebelhorn Trophy        | 1         |           |           |           |           |           |           |
| Coupe des Alpes         | 3         |           |           |           |           |           |           |

- WD = снялись с соревнований